# Oecetis walpolica
Oecetis walpolica là một loài Trichoptera trong họ Leptoceridae. Chúng phân bố ở miền Australasia.